# Alejandro (песня)
«Alejandro» (с исп. — «Алехандро») — песня, записанная американской певицей Леди Гагой. Это третий сингл из её третьего мини-альбома (EP) The Fame Monster.

## Песня

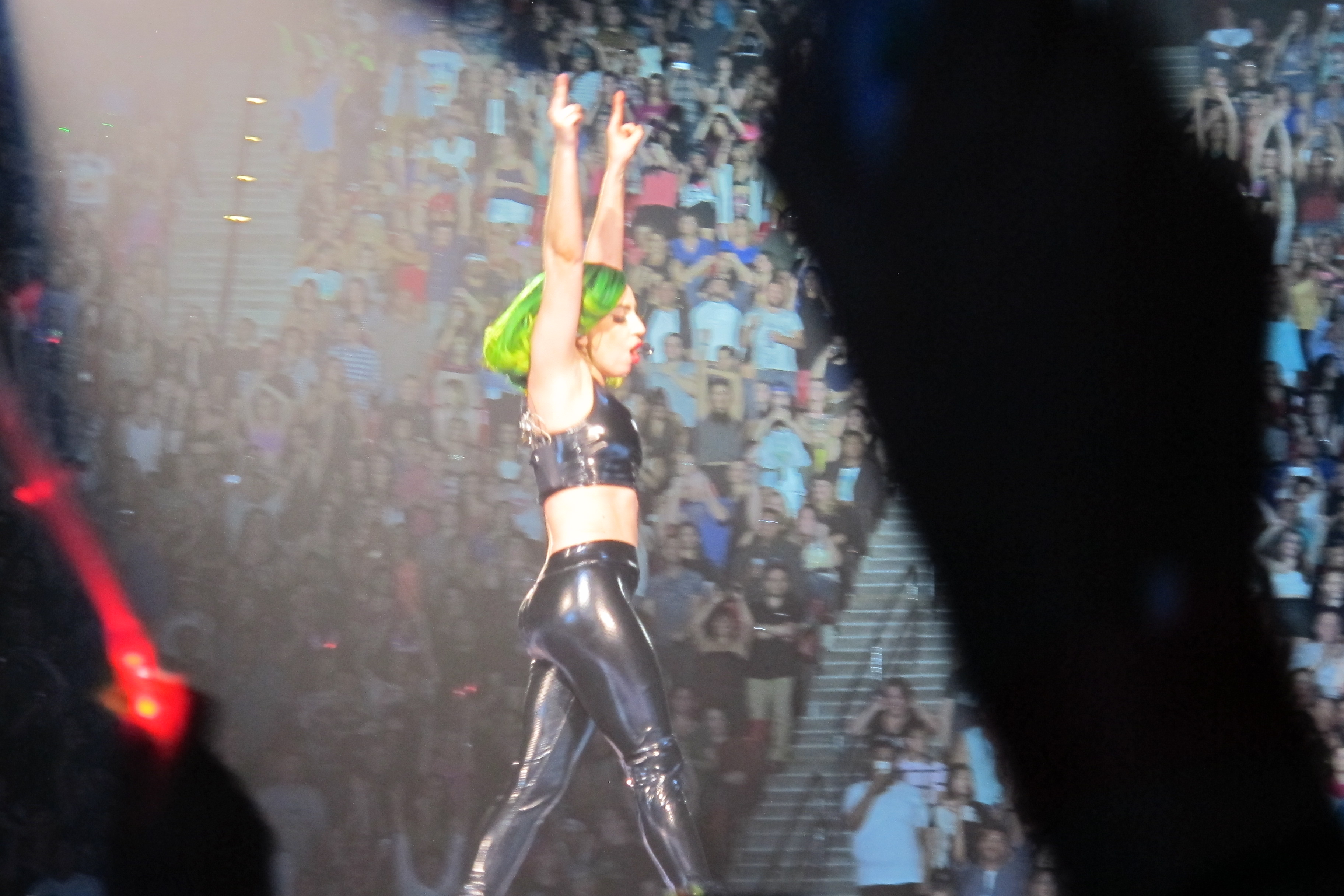
Леди Гага исполняет песню на «ArtRave: The Artpop Ball Tour»

Песня Alejandro написана Леди Гага и RedOne и спродюсирована RedOne. Ещё до официальной даты релиза композиция Alejandro по причине онлайн-продаж попала в британские и венгерские чарты.
Хотя звукозаписывающая компания Lady Gaga предполагала после Telephone в качестве третьего сингла выпустить песню Dance in the Dark, 20 апреля 2010 года в США вышла песня Alejandro в качестве Airplay.
Песня попадает в категорию электропоп и европоп, имея скорость 100 BPM. Песня написана в тональности b-Moll, а голос Lady GaGa в ней охватывает тональности от Fis-Dur до g-Moll. Начало песни (интро) содержит мелодию из произведения Csárdás композитора Витторио Монти.

## Критика
Согласно мнению некоторых музыкальных критиков, на песню оказали сильное влияние творчество групп ABBA и Ace of Base.
Музыкальный критик Билл Ламб с американского интернет-портала about.com утверждает, что Alejandro — переделанная на современный лад песня Мадонны La Isla Bonita.
Негативную критику по отношению к Alejandro высказала газета «The Argonaut»: «Песня звучит неестественно, натянуто. Латиноамериканские ритмы не подходят стилю Lady Gaga».

## Позиции в чартах
«Alejandro» дебютировал в чарте США «Billboard Hot 100» на 72 позиции 17 апреля 2010 года. Позже песня достигла 5 позиции в чарте, став седьмым хитом Гаги, последовательно попавшим в топ-10 чарта. Таким образом, Гага стала второй артисткой в истории чарта, вслед за R&B-певицей Моникой в 1995-99 годах, семь первых синглов которой попали в топ-10 чарта.
Сингл также дебютировал на 35 месте чарта «Mainstream Top 40» (чарт поп-композиций США) и на 71 месте в чарте «Hot Digital Songs», после того как за неделю было продано 24 тысячи копии сингла. В итоге песня достигла только 4 места в чарте «Mainstream Top 40», став первым синглом Гаги, не достигшим вершины этого чарта.

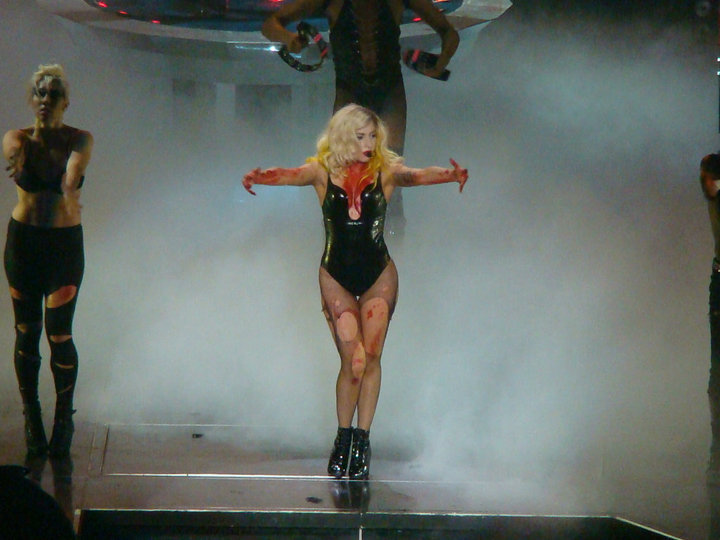
Леди Гага исполняет «Alejandro» на «The Monster Ball Tour»

Также «Alejandro» дебютировал на 40-м месте в чарте «Hot Dance Club Songs» (чарт танцевальной музыки США) и достиг первого места в этом чарте 7 июля 2010 года. В США сингл был продан тиражом в 1 миллион 924 тысячи копий.
Песня дебютировала 4 апреля 2010 года в канадском чарте «Canadian Hot 100» на 78 позиции и поднялась в следующую неделю на 28 позиций вверх до 50 места. В итоге песня достигла 4 позиции в чарте 8 мая 2010 года.
В России песня первоначально дебютировала в российском радиочарте на 24 позиции 13 июня 2010 года. Позже песня достигла 1 места. В российском чарте цифровых синглов песня достигла 2 места.
Сингл дебютировал 5 апреля 2010 года на 49 позиции австралийского чарта «ARIA Singles Chart» и достиг 28 позицию во вторую неделю. В итоге сингл достиг 2 позиции в чарте, став седьмым хитом Гаги, последовательно попавшим в топ-5 этого чарта. «Alejandro» был сертифицирован «Австралийской Ассоциацией Звукозаписывающей Индустрии» («ARIA») как платиновый диск за отгрузку 70 тысяч копий сингла.
Песня дебютировала 21 апреля 2010 года на 35 месте в новозеландском чарте «New Zealand Top 40» и в итоге достигла 11 строчки.
Совместно с релизом The Fame Monster 29 ноября 2009 года «Alejandro» попал в чарт Великобритании «UK Singles Chart» на 75 позицию. 16 мая 2010 года песня вернулась в чарт на 95 позицию и в итоге достигла 7 позиции. В Европе песня занимала высокие места (попала в топ-5 чартов) в Австралии, Бельгии, Чехии, Франции, Германии, Венгрии, Ирландии, Италии, Нидерландов, Норвегии, Словакии, Швеции, Дании и Швейцарии, а также заняла первые места в чартах Израиля, Финляндии, Польши, Болгарии и Румынии.

## Музыкальное видео

Леди Гага в образе монахини

Премьера клипа состоялась 8 июня 2010 года. Почти 9-минутный клип включает в себя самые разнообразные эпатажные имиджи поп-дивы — в образе монахини, порно-звезды, вооружённой вплоть до бюстгальтера женщины-милитари.
Режиссёром клипа стал известный фэшн-фотограф Стивен Клейн (англ. Steven Klein), который делал также видео к песням Мадонны, Джастина Тимберлейка, Бритни Спирс. Клейн активно работает с обнажённой натурой, не чуждается гомоэротики, садомазохизма, различных атрибутов сексуальных субкультур. Газета Los Angeles Times предупредила читателей, что в новом клипе есть неоднозначные сцены, в том числе способные оскорбить религиозные чувства католиков.
Многие музыкальные критики, в том числе и телеканал MTV, отметили сходство видео Alejandro с известными клипами Мадонны, прежде всего — Like a Prayer, вызвавшего трения с религиозным сообществом:
Главным экивоком к былой Мадонне, безусловно, являются религиозные образы. Гага одевается в монахиню, проглатывает чётки и предстаёт на кресте в разных позах в клипе, что напоминает классическое видео Мадонны „Like a Prayer“.
Сама Lady Gaga прокомментировала видео Alejandro так:
Это видео о чистых отношениях с моими друзьями-геями... Оно о том, как я не могу найти таких отношений с обычными парнями. Это мое восхищение любовью геев, их храбростью и смелостью, которая им необходима, чтобы быть вместе. В этом видео я тоскую по любви к геям, но они не хотят, чтобы я была с ними.

### Модная одежда в клипе
В начале клипа танцоры облачены в военную форму, сделанную на заказ «Emporio Armani», шорты и маски Haus of Gaga, металлические структуры Dinner, стекло Kerin Rose, военные ботинки Emporio Armani. На Evandro — шлем Mouton Collet.
Затем появляется сама певица в бинокулярах, чёрная накидка сделана на заказ Alexander McQueen. В моменте, где Гага несёт на подушке сердце, на ней кружевное платье, сделано на заказ Alexander McQueen, головной убор, сделан на заказ Philip Treacy для Alexander McQueen. В сцене, где Гага предстает в образе монахини, на ней красное платье от Atsuko Kudo, украшения, пояс, Pamela Love. В постельных сценах на певице и танцорах бельё Calvin Klein, туфли «Christian Louboutin», чулки Agent Provocateur. Далее сцена, где Гага в окружении танцоров — она одета в прорезиненный костюм, сделанный на заказ Jaiden Rva James, ботильоны Noritaka Tatehana. В сцене, где Гага повторяет куплет песни, на ней чёрный верх Dolce & Gabbana, брюки Francesco Scognamiglio, туфли Pleaser. Далее она снова появляется с танцорами: теперь на ней бра-пистолеты, сделанные на заказ David Samuel Menkes, брюки Francesco Scognamiglio, туфли Pleaser. В сцене, где певица с микрофоном, на ней кожаный жакет Hussein Chalayan, туфли Noritaka Tatehana, шорты Rigby & Peller, винтажные очки Versace.

## Список композиций
| - Цифровая дистрибуция 1. «Alejandro» — 4:34 - The Remixes EP 1. «Alejandro» (Afrojack Remix) — 4:48 2. «Alejandro» (Rusko’s Papuseria Remix) — 3:53 3. «Alejandro» (Dave Audé Remix) — 7:15 4. «Alejandro» (Skrillex Remix) — 5:49 5. «Alejandro» (Kim Fai Remix) — 7:20 6. «Alejandro» (The Sound of Arrows Remix) — 3:57 7. «Alejandro» (Bimbo Jones Remix) — 6:40 8. «Alejandro» (Kleerup Remix) — 5:22 - French CD Single 1. «Alejandro» (Radio Edit) — 3:58 2. «Alejandro» (Dave Audé Radio Remix) — 3:51 3. «Alejandro» (Bimbo Jones Radio Edit Remix) — 3:19 | - UK CD Single 1. «Alejandro» — 4:34 2. «Alejandro» (Dave Audé Remix) — 7:15 - UK 7" Vinyl 1. «Alejandro» — 4:34 2. «Alejandro» (Bimbo Jones Remix) — 6:40 - UK iTunes Bundle 1. «Alejandro» — 4:34 2. «Alejandro» (Music Video) — 8:44 |

## Творческая группа
- Lady Gaga — основной вокал и бэк-вокал, музыкальный продюсер, вокальные аранжировки
- Eelco Bakker — звукорежиссёр
- Robert Orton — микширование и сведение
- RedOne — музыкальный продюсер, мультиинструменталист и музыкальное программирование, вокальные аранжировки, мастеринг, звукорежиссёр, бэк-вокал
- Johnny Severin — мастеринг

Источник:

## Чарты и сертификации
| Чарт                             | Наивысшая позиция |
| -------------------------------- | ----------------- |
| Australian Singles Chart         | 2                 |
| Austrian Singles Chart           | 2                 |
| Belgian Singles Chart (Фландрия) | 4                 |
| Belgian Singles Chart (Валлония) | 3                 |
| Billboard Brasil Hot 100 Airplay | 4                 |
| Bulgarian Airplay Chart          | 1                 |
| Canadian Hot 100                 | 4                 |
| Czech Airplay Chart              | 1                 |
| Danish Singles Chart             | 4                 |
| Dutch Top 40                     | 4                 |
| European Hot 100 Singles         | 2                 |
| Finnish Singles Chart            | 1                 |
| French Singles Chart             | 3                 |
| German Singles Chart             | 2                 |
| Hungarian Singles Chart          | 5                 |
| Irish Singles Chart              | 3                 |
| Italian Singles Chart            | 2                 |
| New Zealand Singles Chart        | 11                |
| Norwegian Singles Chart          | 3                 |
| Polish Airplay Chart             | 1                 |
| Romanian Airplay Chart           | 1                 |
| Russian Airplay Chart            | 1                 |
| Russian Digital Chart            | 2                 |
| Slovak Airplay Chart             | 2                 |
| Spanish Singles Chart            | 3                 |
| Swedish Singles Chart            | 4                 |
| Swiss Singles Chart              | 3                 |
| UK Singles Chart                 | 7                 |
| US Billboard Hot 100             | 5                 |
| US Adult Contemporary            | 13                |
| US Hot Dance Club Songs          | 1                 |
| US Mainstream Top 40             | 4                 |

| Страна         | Сертификация                    |
| -------------- | ------------------------------- |
| Австралия      | Платиновый сингл                |
| Бельгия        | Золотой сингл                   |
| Германия       | Платиновый сингл                |
| Дания          | Золотой сингл                   |
| Испания        | Платиновый сингл                |
| Италия         | Платиновый сингл                |
| Новая Зеландия | Золотой сингл                   |
| Россия         | Платиновый сингл (ринг-бэк тон) |
| Швейцария      | Платиновый сингл                |

## Хронология релиза
| Страна         | Дата выпуска   | Формат                                |
| -------------- | -------------- | ------------------------------------- |
| Швеция         | 9 ноября 2009  | Цифровая дистрибуция — Промосингл     |
| Бельгия        | 9 ноября 2009  | Цифровая дистрибуция — Промосингл     |
| Франция        | 9 ноября 2009  | Цифровая дистрибуция — Промосингл     |
| США            | 20 апреля 2010 | Mainstream radio, Ритм, Кроссовер     |
| Бельгия        | 18 мая 2010    | The Remixes EP — Цифровая дистрибуция |
| Канада         | 18 мая 2010    | The Remixes EP — Цифровая дистрибуция |
| Дания          | 18 мая 2010    | The Remixes EP — Цифровая дистрибуция |
| Франция        | 18 мая 2010    | The Remixes EP — Цифровая дистрибуция |
| Нидерланды     | 18 мая 2010    | The Remixes EP — Цифровая дистрибуция |
| Норвегия       | 18 мая 2010    | The Remixes EP — Цифровая дистрибуция |
| Португалия     | 18 мая 2010    | The Remixes EP — Цифровая дистрибуция |
| Швеция         | 18 мая 2010    | The Remixes EP — Цифровая дистрибуция |
| Швейцария      | 18 мая 2010    | The Remixes EP — Цифровая дистрибуция |
| США            | 18 мая 2010    | Макси-сингл, EP, Цифровая дистрибуция |
| США            | 15 июня 2010   | The Remixes EP — CD-сингл             |
| Франция        | 21 июня 2010   | CD сингл                              |
| Великобритания | 28 июня 2010   | CD сингл, 7", CD Deluxe               |
| Германия       | 2 июля 2010    | CD single, CD Deluxe                  |